# Aramine
Aramine est une entreprise française fondée en 1975, spécialisée dans la conception, la fabrication, la réparation et la distribution de machines et de pièces détachées pour l'industrie minière souterraine, notamment dans les filons étroits.
Installée à Aix-en-Provence (France), elle produit des machines adaptées aux environnements souterrains étroits incluant des foreuses, des chargeuses et des camions de transport souterrain.

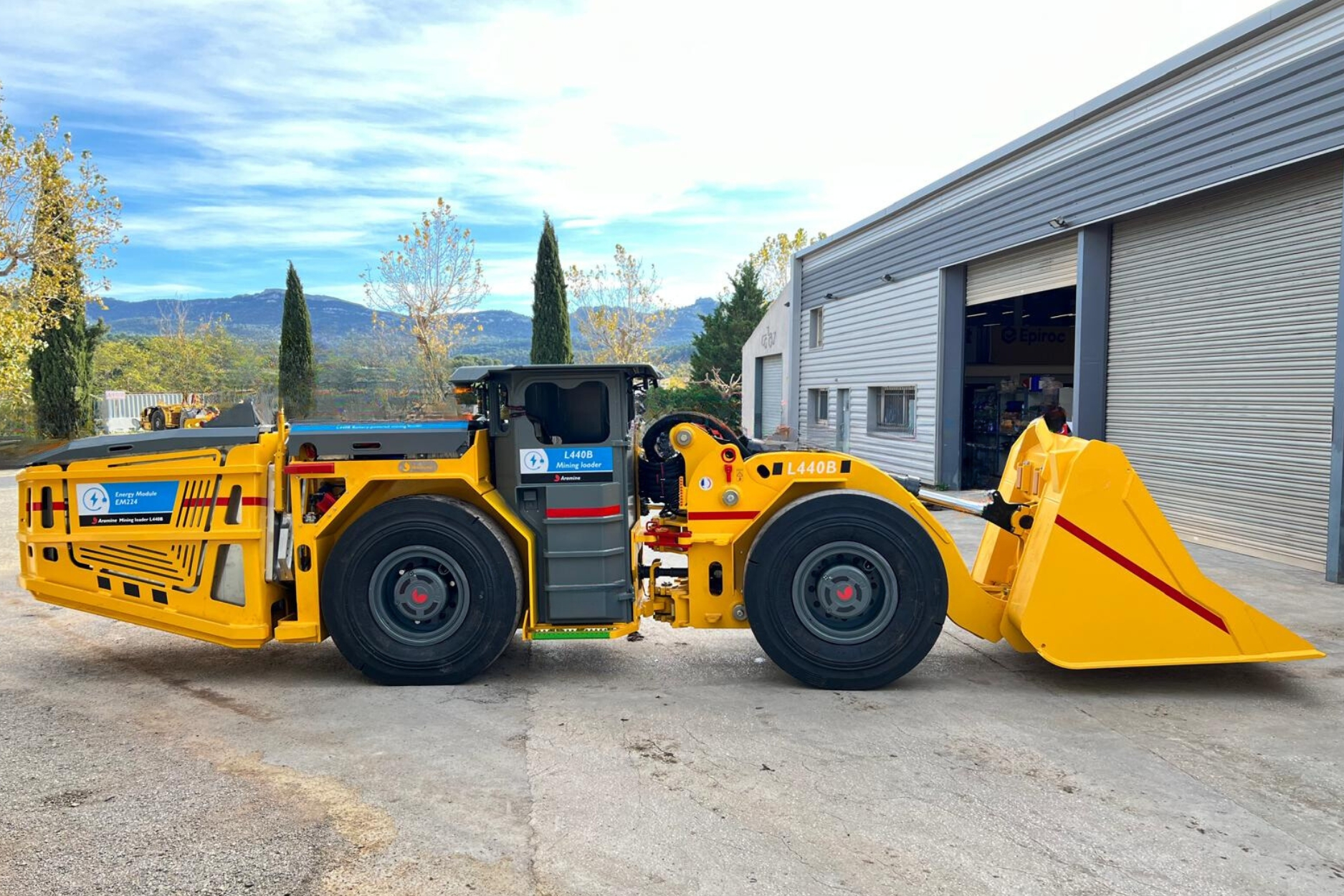
Chargeuse souterraine à batterie Aramine - L440B

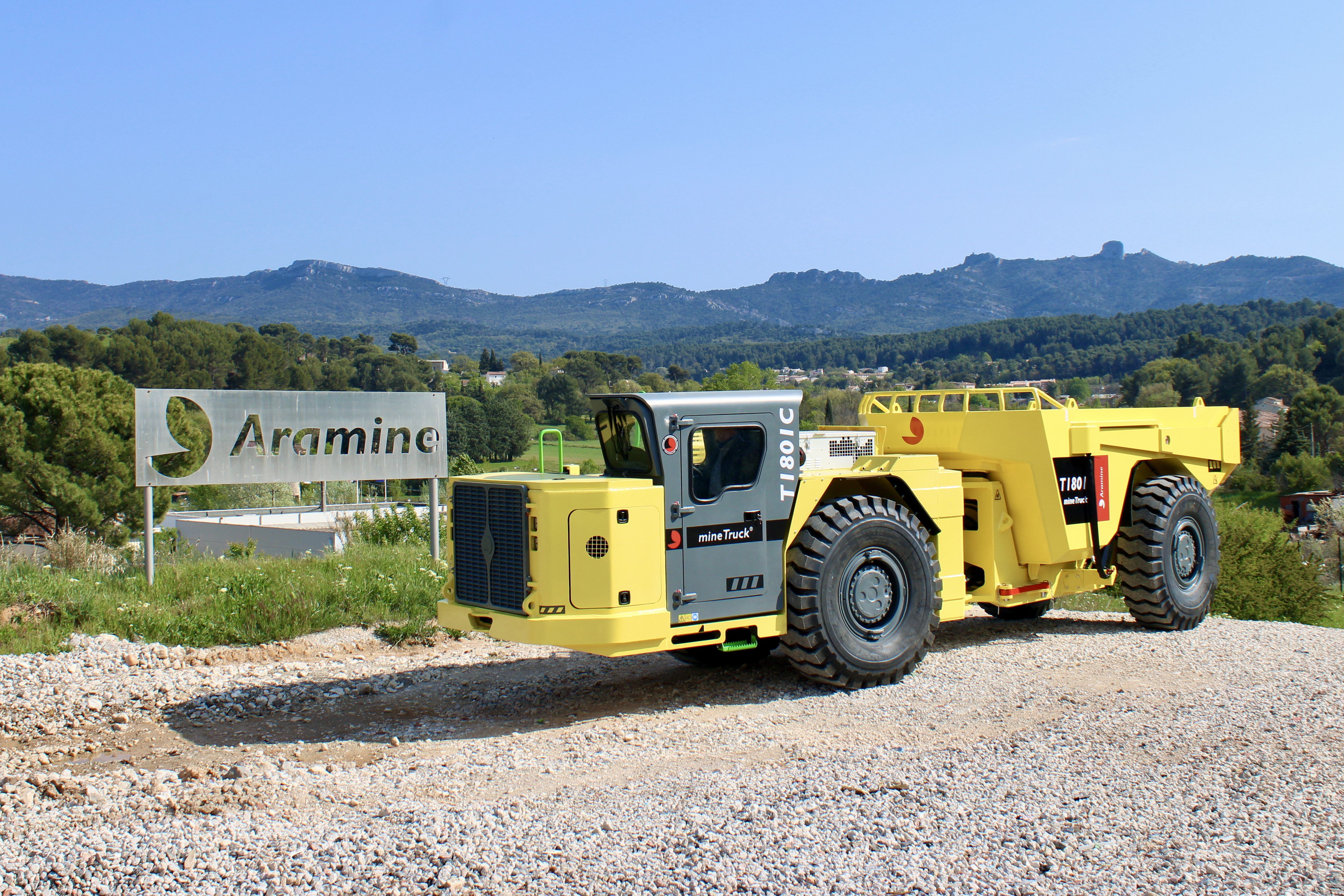
Tombereau articulé Aramine - T1801C

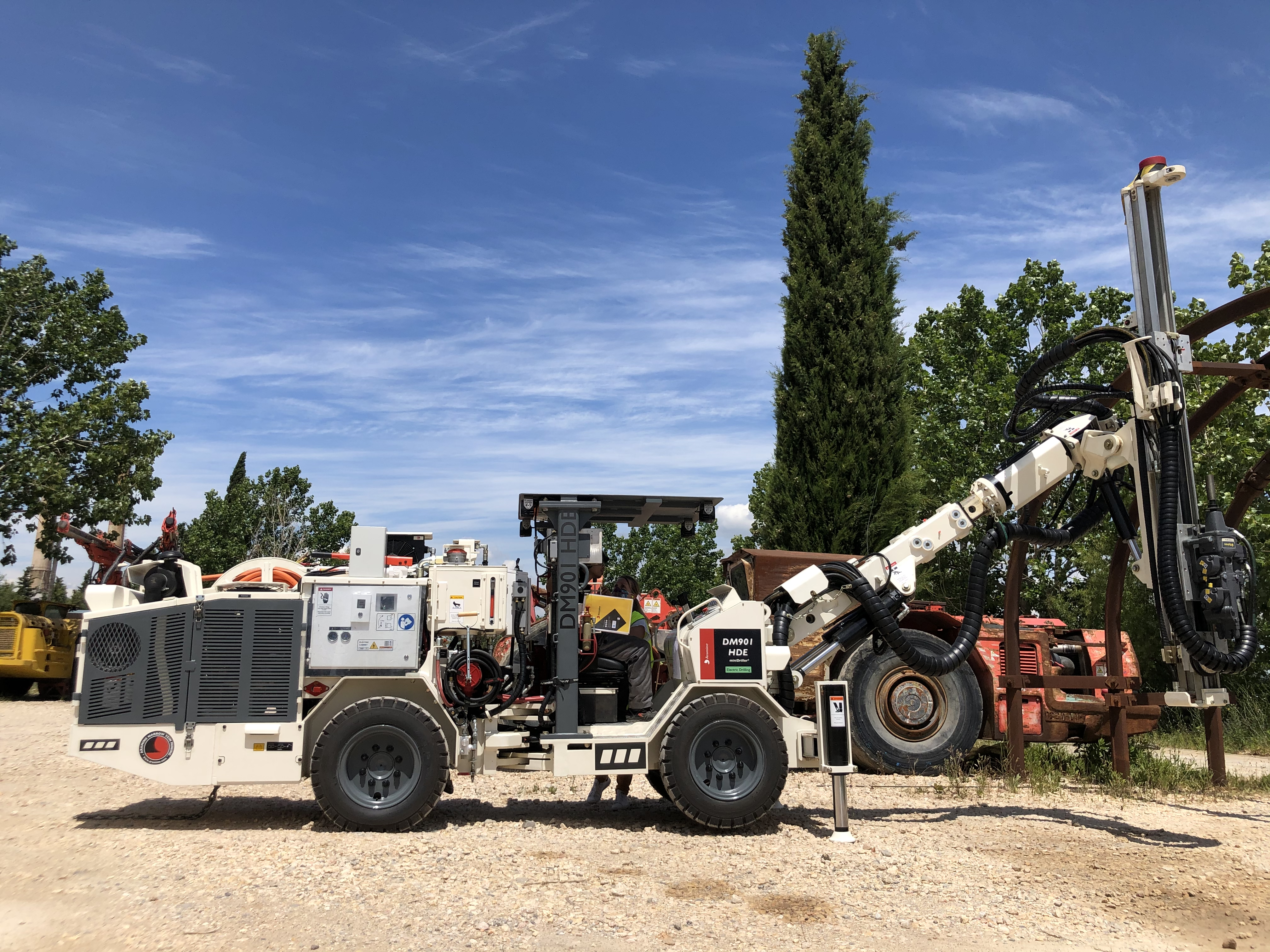
Foreuse Aramine - DM901HDE

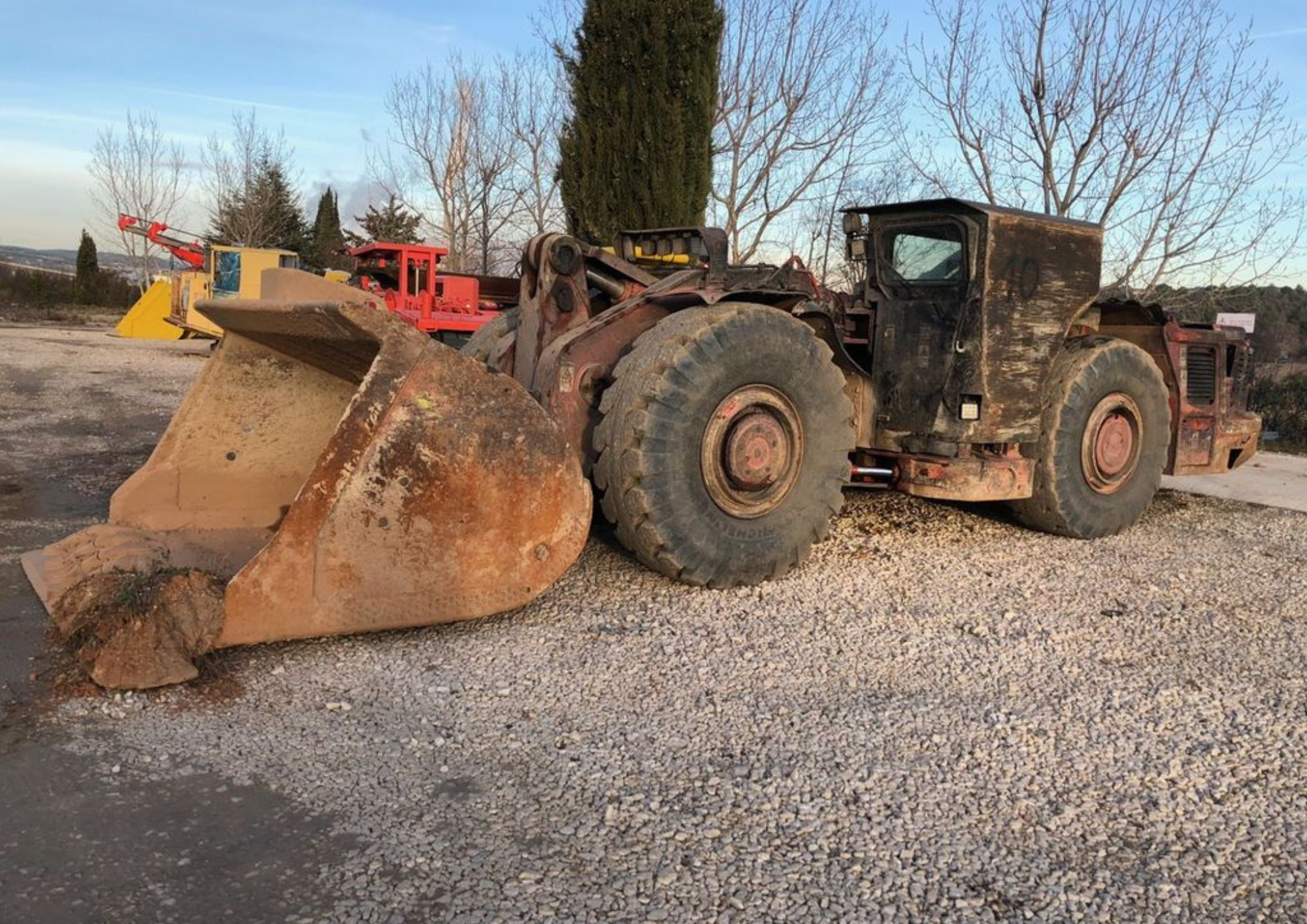
Sandvik LH410 - Avant reconditionnement par Aramine

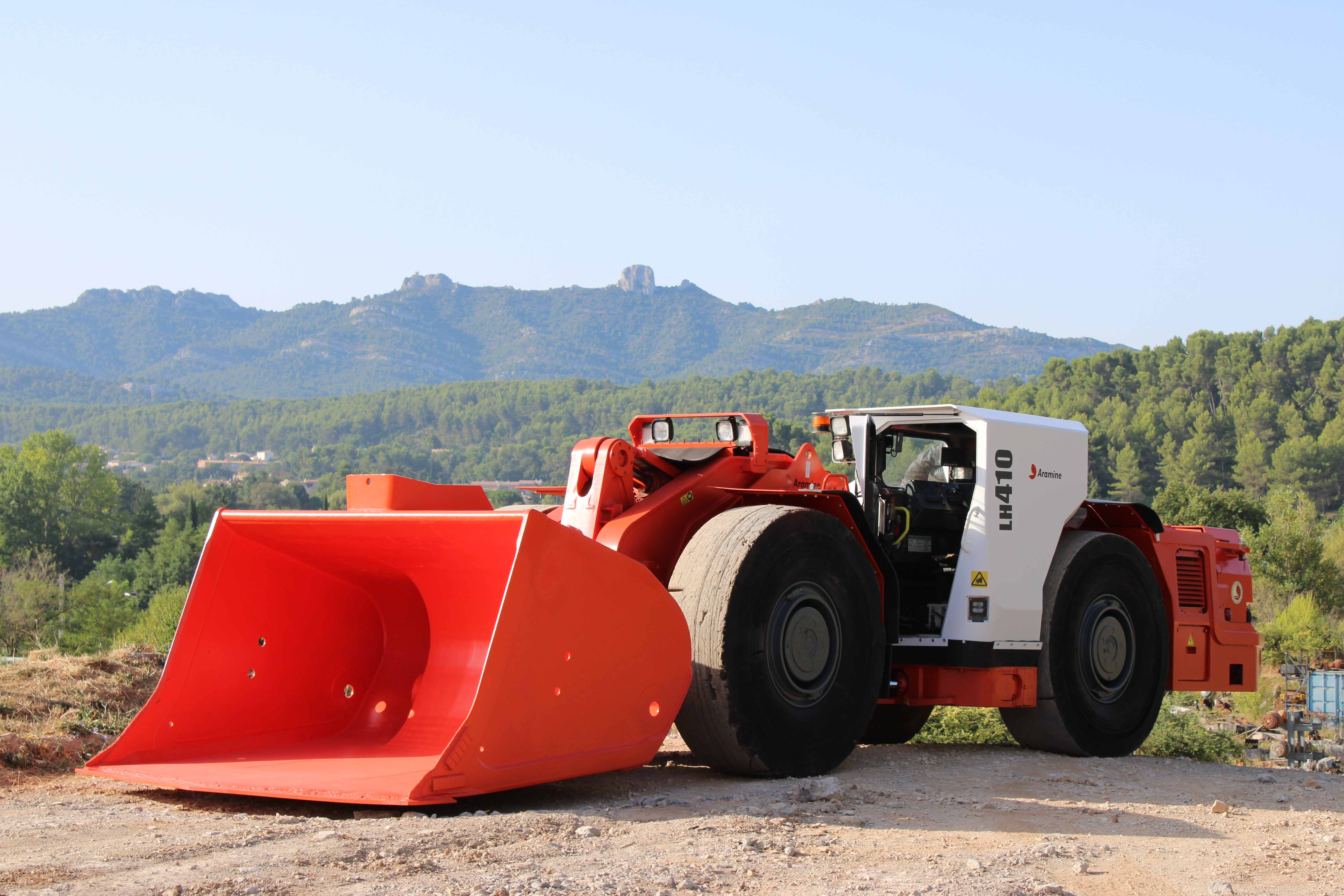
Sandvik LH410 - Après reconditionnement par Aramine

## Histoire
L'histoire d'Aramine remonte à 1975, par la création de Continental Industrie, spécialisée dans la fabrication d'essieux pour engins miniers. Les enfants des fondateurs, rachètent Continental Industrie en 1994 avec l'ambition de développer le volet international de l'entreprise, à la suite de la fermeture des mines en France.
Continental Industrie change de nom pour devenir Aramine en 2000 et en 2006. 
En 2007, l'entreprise fabrique sa première chargeuse souterraine pour l'exploitation de mine souterraine à filon étroit puis poursuit le développement de sa gamme en 2010 avec la conception de la première machine électrique, et enfin la première machine électrique à batterie en 2014,.
Dans le cadre de la seconde édition de la Grande Exposition du Fabriqué en France en 2021, la première chargeuse électrique à batterie, le L140B, est exposé dans la cour du Palais de l'Elysée,.
Afin de poursuivre son développement, Aramine fait l'acquisition en 2024 de terrains à bâtir sur le Pôle Yvon Morandat à Gardanne, coeur de l'ancien bassin minier de Provence dans le but d'y installer leur futur centre de recherche et développement ainsi qu'une usine de montage, et un showroom,.

## Chiffre d'affaires
En 2005, Aramine connaît une croissance de 18 %, atteignant 30 millions d'euros en 2006.
En 2018, le chiffre d'affaires s'élève à 31,6 millions d'euros, l'entreprise comptant alors 135 salariés, dont 96 en France.
Après une légère baisse en 2019 (29,3 millions) et 2020 (29 millions), le chiffre d'affaires repart à la hausse pour atteindre 34 millions en 2021 dont 3,16 millions de résultat net, puis 46 millions en 2022. L'entreprise compte, en 2024, 130 salariés de 21 nationalités différentes, opérant dans 88 pays avec 5 filiales.
L'objectif pour 2028 est d'atteindre un chiffre d'affaires de 100 millions d'euros.

## Actionnariat
Les trois actuels présidents, enfants des fondateurs de l'entreprise se partagent 82% des parts de la société.
En 2021, Sofipaca réinvestit aux côtés de Crédit Mutuel Equity après le retrait de BPI France et d'Amundi Private Equity.